# Nom normalisé
En zoologie, en botanique et en mycologie, un nom normalisé est un nom technique précis, choisi pour désigner dans une langue vivante donnée, au niveau national et sans ambiguïté, un taxon unique. Le principe est de constituer une terminologie standardisée dans le but de faciliter les échanges scientifiques, éducatifs et sociaux, notamment dans le cadre des traductions. Ces noms normalisés sont adoptés dans le respect des critères d’exclusivité et d’universalité. Les noms normalisés français forment de fait une nomenclature scientifique francisée car ils sont suffisamment précis pour transcrire les noms binominaux, ces autres noms techniques « réputés latins », et dits « scientifiques » ou « linnéens ». En France, les noms normalisés sont autant que possible, calqués sur les noms latins, comme l'Hirondelle rustique (Hirundo rustica), ou bien issus de noms vernaculaires préexistants, comme l'Étourneau sansonnet (Sturnus vulgaris), à moins que la nécessité de cohérence au niveau international n'oblige à former de nouveaux noms,,,.
Pour répondre aux exigences de la mondialisation, on voit se multiplier dans divers domaines de la biologie des tentatives pour établir des nomenclatures normalisées en langue véhiculaire. Au début du XXIe siècle, la plupart de ces initiatives ne sont pas universellement validées et la tâche reste immense. La nomenclature binominale en latin reste donc encore le plus souvent l'unique moyen de nommer un organisme vivant avec le moins d'ambiguité possible.

## Utilité du nom normalisé
La mise au point de listes unifiées de noms normalisés dans une même langue se fait dans une recherche d'universalité et de pérennité. S'ils sont admis par tous, ces noms ont l'avantage de ne fluctuer ni en fonction des usages locaux, ni des changements possibles au sein de la classification scientifique des espèces.
Tant qu'ils ne sont pas validés par toutes les instances concernées, les noms proposés pour établir une nomenclature normalisée dans une langue vivante ne sont valables qu'au sein d'une norme précise. Une fois établie au niveau mondial, cette liste reste susceptible d'ajustements ultérieurs, dans le cadre d'une transition vers une plus grande uniformité internationale ou bien tant qu'un consensus n'est pas établi au niveau local.

## Mode de formation des noms normalisés (noms d'espèces)
Dans une langue donnée, la façon dont les noms normalisés finalement retenus ont été originellement formés relève de différents processus.
Le nom normalisé peut être la traduction pure et simple du binôme latin, tant pour le genre que pour l'espèce :
Gypaète barbu (de Gypaetus barbatus), Faucon pèlerin (Falco peregrinus), Râle d'eau (Rallus aquaticus), Serin syriaque (Serinus syriacus), Casoar de Bennett (Casuarius bennetti), Faucon concolore (Falco concolor),. En général, le binôme latin trouve son origine dans la description initiale de l'espèce (la diagnose), qui se faisait traditionnellement en latin et commençait par la définition de ce que le naturaliste allait décrire :
- Tinamus major : Grand Tinamou, par comparaison avec les autres espèces de Tinamiformes plus petites ;
- Hirundo rustica : Hirondelle rustique. « Une hirondelle de la campagne », par opposition à l'hirondelle des villes Hirundo urbica, aujourd'hui l'Hirondelle de fenêtre (Delichon urbicum) ;
- Puffinus tenuirostris, le Puffin à bec grêle, comme on a la Buse à gros bec (Buteo magnirostris) ;
- Circaetus cinerascens : Circaète cendré ;
- Pelecanus crispus : Pélican frisé, etc.

Cette traduction du binôme latin est souvent « masquée » par le fait que le nom scientifique a évolué. Le processus le plus fréquent est lié historiquement à la création de genres à partir d'une épithète spécifique. Linné avait par exemple classé la cigogne blanche et la cigogne noire parmi les hérons, les nommant respectivement Ardea ciconia et Ardea nigra. Lorsqu'il fut décidé de créer un genre séparé pour les cigognes, on prit l'épithète spécifique ciconia de la cigogne blanche comme nom de genre. Comme à cette époque la répétition du même nom pour le genre et l'espèce était inconcevable, la cigogne blanche prit le nom de Ciconia alba. Le nom français normalisé actuel date de cette époque. Une règle de nomenclature ayant décidé de restituer les noms d'espèce d'origine, le nom scientifique est alors devenu Ciconia ciconia, mais le nom « technique » français est demeuré « Cigogne blanche ». Ce processus explique un grand nombre de noms normalisés actuels, pour les espèces européennes en particulier, qui n'ont jamais été des noms vernaculaires, mais sont des calques de noms scientifiques déchus. On peut citer (avec les anciens noms scientifiques entre parenthèses) : Grue cendrée (Grus cinerea), Tadorne de Belon (Tadorna belonii), Cincle plongeur (Cinclus aquaticus), Traquet rieur (Saxicola cachinnans).
En français, le nom technique peut aussi dériver de l'un des noms vernaculaires de l'espèce, choisi pour différencier cette espèce des autres, à l'intérieur d'un genre. Ces choix sont faits en général par un ou plusieurs naturalistes, afin de nommer dans la langue de rédaction d'un ouvrage les espèces concernées, :
Chez les oiseaux par exemple, les noms normalisés Bernache cravant, Canard souchet, Fuligule morillon, Harle bièvre, Circaète jean-le-blanc, Faucon crécerelle, Pluvier guignard, Chevalier gambette, Pigeon ramier, Chouette hulotte, Bouvreuil pivoine, Grive litorne, Grive mauvis, Sittelle torchepot, Tichodrome échelette, Serin cini, Moineau friquet, Étourneau sansonnet, Alouette lulu ont été empruntés par leurs auteurs, pour ce qui est du second terme, aux noms vernaculaires cravant, souchet, morillon, bièvre, jean-le-blanc, crécerelle, guignard, gambette, ramier, hulotte, pivoine, litorne, mauvis, torchepot, échelette, cini, friquet, sansonnet, lulu, qui désignaient ces espèces dans leur environnement linguistique de l'époque. Certains de ces noms sont d'ailleurs toujours en usage dans les régions concernées. L'appartenance de ces noms vernaculaires à une autre langue que le français n'est pas un obstacle à leur adoption : Tadorne casarca, Épervier shikra, Faucon kobez, Perdrix chukar, Pigeon trocaz proviennent de kasarca (nom polonais du tadorne casarca), de shikra, de kobez, de pomba torcaz (nom en portugais de Madère du Pigeon trocaz).
Une variante consiste en l'agglutination des éléments d'un nom vernaculaire en supprimant un trait d'union : la graphie traditionnelle de l'Académie Française « gobe-mouche » devenant « Gobemouche ».
Ces trois premiers modes de formation des noms normalisés ont été dominants pendant longtemps, principalement pour les espèces européennes et d'Amérique du Nord, et sont encore utilisés lorsque des comités s'attaquent à des groupes biologiques qui n'ont pas encore de listes de noms techniques.
Lorsque de plus en plus d'espèces ont été décrites dans le monde, le besoin de noms techniques dans les différentes langues du monde, en français en particulier, a suscité deux autres modes de désignation,, :
- La création de toutes pièces de listes de noms normalisés par des comités de nomenclature, ou par des personnalités qualifiées (ou non). En général, les critères retenus pour ces listes sont :
  - la pertinence et l'universalité des termes par rapport à l'espèce considérée, en particulier en ce qui concerne la répartition, la biologie et les versions régionales de la langue considérée,
  - la prise en compte de l'usage (tradition et usages techniques) et de la notoriété des termes déjà utilisés.
- Plus récemment, il arrive que les auteurs de la description d'une nouvelle espèce proposent un nom normalisé, le plus souvent dans la langue dans laquelle la description est publiée (le latin étant aujourd'hui peu utilisé par la communauté scientifique). Ce terme est le plus souvent repris par les comités de nomenclature dans la langue considérée, et sert souvent de base pour des traductions plus ou moins habiles dans les autres langues par les commentateurs.

## Noms normalisés en zoologie
Pour les oiseaux, en français, les noms normalisés sont choisis par des instances de normalisation comme la Commission internationale des noms français des oiseaux. Dans le cas des oiseaux ne disposant pas de réels noms vernaculaires en français, ces noms normalisés sont souvent forgés à partir du nom du genre et d'une caractéristique de l'espèce. Ils peuvent également être la traduction de noms provenant d'autres langues, l'anglais ayant une grande influence, même si un terme comme Nestor superbe (Nestor meridionalis) a été préféré à l'appellation locale Kaka, par exemple. Ce nom normalisé est assimilé à un nom propre et prend donc la majuscule pour le distinguer des noms communs. En anglais, c'est l'International Ornithological Congress (IOC) qui établit la liste d'« international English names » en s'inspirant également, chaque fois que c'est possible, des noms vernaculaires issus du langage usuel.

## Noms normalisés en botanique
En français, en dépit de quelques propositions de normalisation faites au XXIe siècle,,, aucune instance officielle n'a encore reconnu des noms normalisés pour toutes les plantes. La seule nomenclature mondialement reconnue par les botanistes reste donc la nomenclature scientifique linéenne, en latin, qui suit les règles du Code international de nomenclature pour les algues, les champignons et les plantes.

En novembre 2015, la Société botanique de France a publié un Guide de nomenclature des noms normalisés en français pour les plantes Trachéophytes de France métropolitaine avec l'objectif d'établir un nom français normalisé (NFN) pour chaque taxon, en commençant par la flore vasculaire de France métropolitaine.

Une liste standardisée des noms néerlandais des spermatophytes et ptéridophytes de la flore de Belgique et des Pays-Bas a été mise au point dès 1986 par le Rijksherbarium de Leyde en collaboration avec le Jardin botanique national de Belgique.
La Base de données des plantes vasculaires du Canada (VASCAN) précise le « nom accepté » de toutes les plantes canadiennes.

## Noms normalisés en mycologie
De son côté, en 2011, le Comité pour les noms français des champignons a établi une liste de noms français recommandés, avec la collaboration de la Société Mycologique de France.